# Canthidium tenebrosum
Canthidium tenebrosum là một loài bọ cánh cứng trong họ Bọ hung (Scarabaeidae).